# Джентиле, Трой
Трой Джентиле (англ. Troy Gentile; род. 27 октября 1993 года) — американский актёр, известный ролью Марка в фильме «Отель для собак» и ролью Барри Голдберга в комедийном сериале «Голдберги».

## Биография
Родился Бока-Ратоне, в семье Дебры (урождённая Джентиле) и Альберта Фарши. Когда Трою было четыре года, его семья переехала в Лос-Анджелес. Его отец — потомок людей из Ирана, а его мать — из Нью-Йорка и имеет итальянские корни[где источник?].

## Фильмография
- 2005 — «Несносные медведи» — Мэттью Хупер
- 2006 — «Суперначо» —  Молодой Начо
- 2006 — «Tenacious D: Медитатор судьбы» — Lil' JB
- 2006 — «Всё тип-топ, или Жизнь Зака и Коди» — Джереми
- 2006 — «Zip» — Нельсон
- 2007 — «Девять жизней Мары» — Ларри
- 2007 — «Я никогда не буду твоей» — Fighting Boy
- 2007 — «Удачи, Чак» — Молодой Стью
- 2007 — «Fugly» — Нейтан
- 2007 — «Order Up» (короткометражка) — Мальчик
- 2008 — «Ананасовый экспресс: Сижу, курю» — Трой Джонс
- 2008 — «Школа выживания» — Райан «Ти-Дог» Андерсон
- 2008 — «Красавцы» — Митчелл Левин
- 2009 — «Отель для собак» — Марк
- 2010 — «Сестра Готорн» — Эр-Джей Пакстон
- 2011 — «Pig Lady» — Джастин
- 2013 — наст. время — «Голдберги» (главная роль) — Барри Голдберг
- 2019—2020 — «Старая школа» — Барри Голдберг
- 2020 — «That One Time» — Кевин Брукс